# Mass media di Milano
I mass media di Milano rappresentano un'importante branca del settore economico del capoluogo lombardo. Milano è il centro editoriale più importante d'Italia; vasto è il settore dei quotidiani, così come sono numerose le sedi di importanti periodici di ambito nazionale. Per quanto riguarda la televisione, Milano è la sede nazionale delle reti Mediaset, di Sky Italia, di Warner Bros. Discovery Italia, di GEDI Gruppo Editoriale, di DAZN e di Paramount Global Italia e ospita importanti centri di produzione della Rai e di LA7. Molte sono anche i canali offerti a livello regionale e interregionale, mentre il settore radiofonico annovera alcune tra le maggiori emittenti nazionali.

## Media

### Quotidiani
- Avvenire (edizione nazionale)

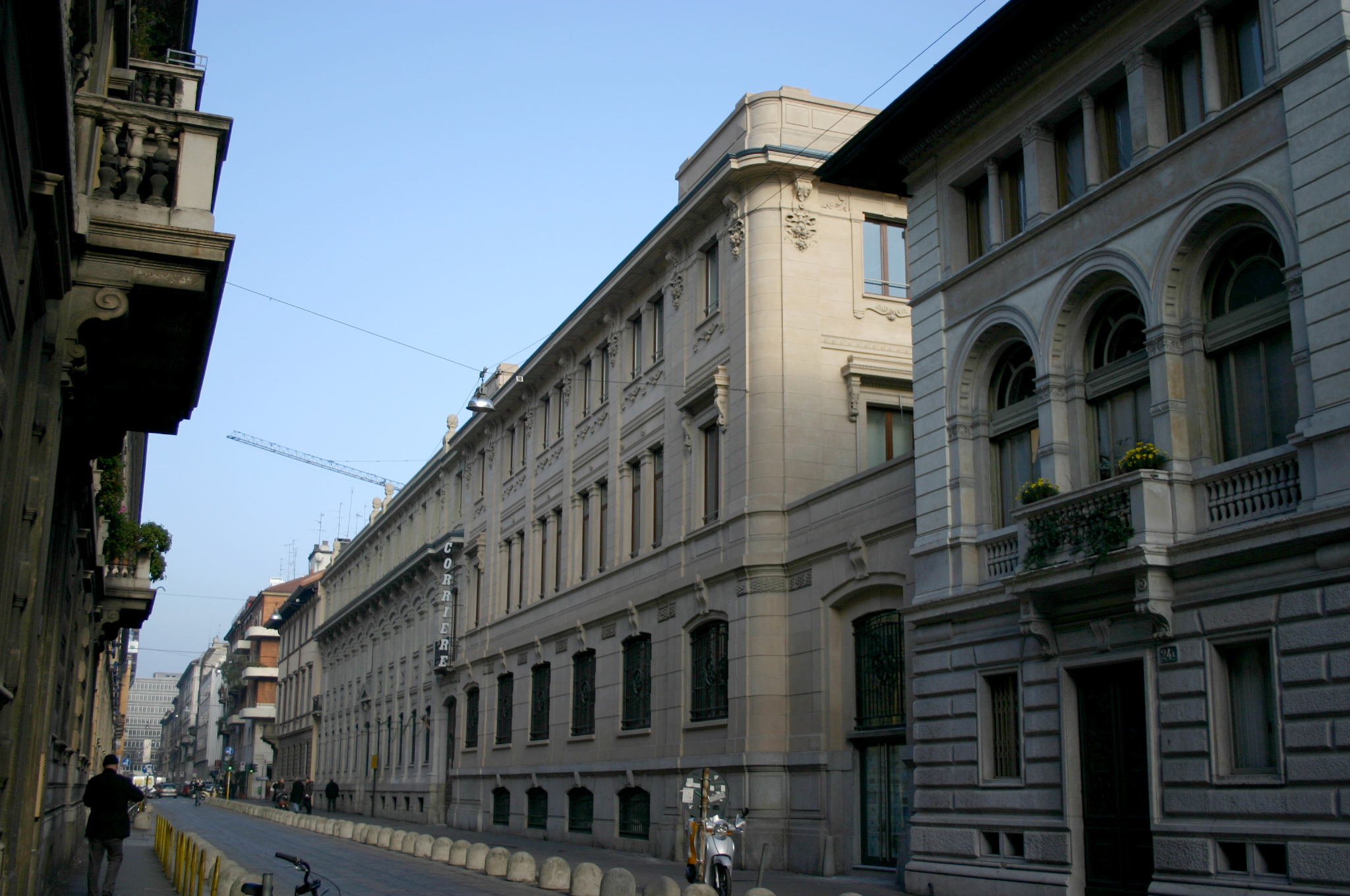
La sede del Corriere della Sera in via Solferino.

- Corriere della Sera (edizione nazionale)
- Il Foglio (edizione nazionale)
- Il Giornale (edizione nazionale)
- Il Giorno (edizione nazionale)
- Libero (edizione nazionale)
- Affaritaliani.it (economico, edizione nazionale)
- Il Sole 24 Ore (economico, edizione nazionale)
- Finanza e Mercati (economico, edizione nazionale)
- Italia Oggi (economico, edizione nazionale)
- MF Milano Finanza (economico, edizione nazionale)
- Corriere dello Sport (sportivo, edizione nazionale)
- La Gazzetta dello Sport (sportivo, edizione nazionale)
- Mi-Tomorrow (free press)
- Metro (free press)
- City (free press)
- La Repubblica (sede di Milano)
- La Stampa (sede di Milano)
- Tuttosport (sportivo, sede di Milano)

#### Esistenti in passato
- La Perseveranza (1859-1922)
- Corriere d'Informazione (1945-1981)
- La Notte (1952-1995)
- La Voce (1994-1995)
- La Padania (1997-2014)

### Periodici
- Chi (settimanale)
- Confidenze (settimanale)
- Dipiù[1] (settimanale)
- Grazia (settimanale)
- La Settimana Enigmistica (settimanale)
- Oggi (settimanale)
- Novella 2000 (settimanale)
- Panorama (settimanale)
- Topolino[1] (settimanale)
- TV Sorrisi e Canzoni (settimanale)
- Vanity Fair (settimanale)
- Diario (quindicinale)
- Focus (mensile)
- For Men (mensile)
- GQ (mensile)
- Meridiani (mensile)
- Gardenia (mensile)
- In Viaggio (mensile)
- Natural Style (mensile)
- Prima Comunicazione (mensile)
- Vogue Italia (mensile)
- Wired (mensile)

#### Esistenti in passato
- Il Caffè (1764-1766) (decadale)
- Il Conciliatore (1818-1819) (bisettimanale)
- La Domenica del Corriere (1899-1989) (settimanale)
- Epoca (1950-1997) (settimanale)
- Annabella (1933-2013) (settimanale)

### Televisione

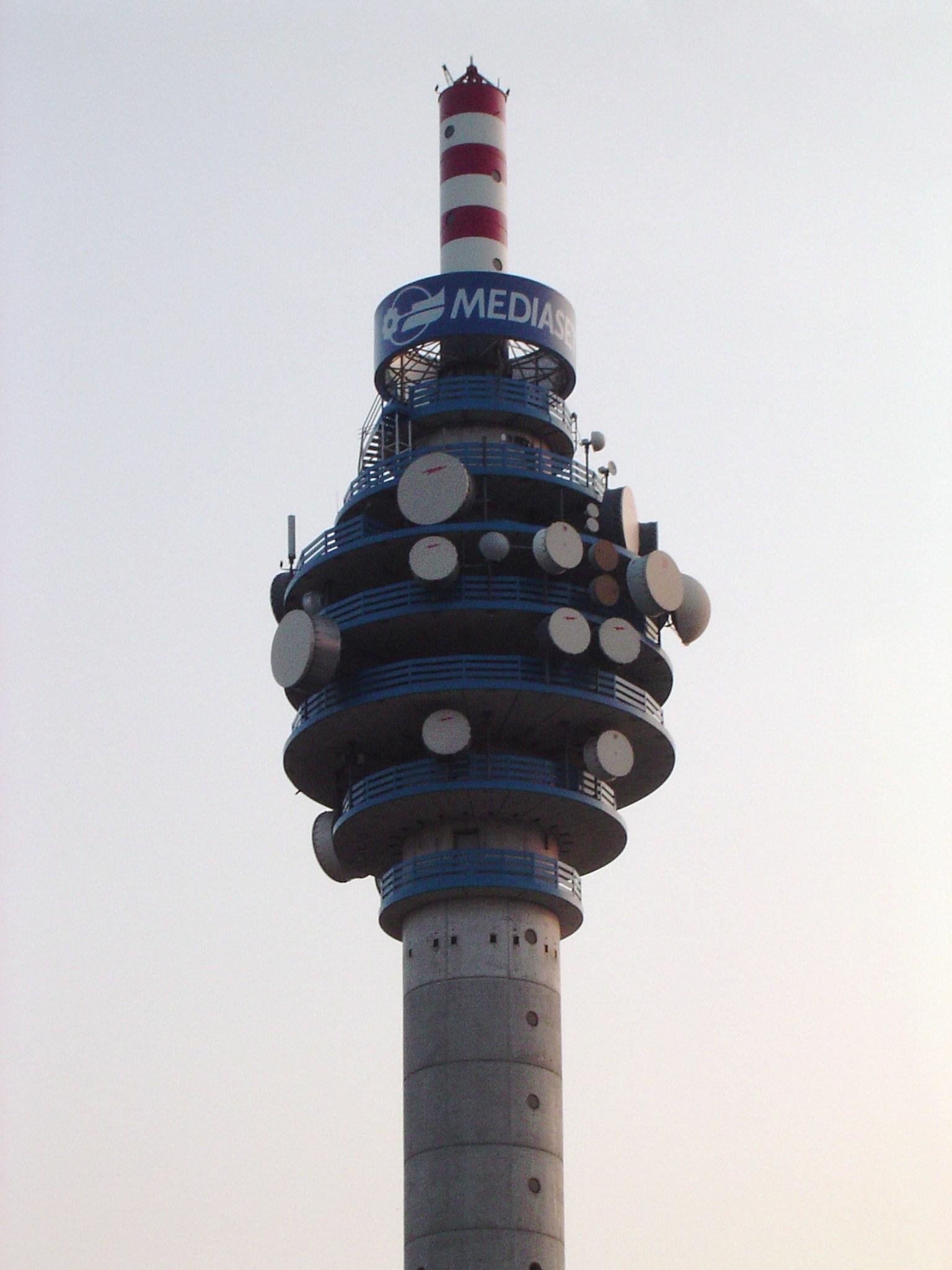
Torre Mediaset a Cologno Monzese

#### A diffusione nazionale
- Class Life Channel (sede nazionale)
- DAZN (sede nazionale)
- GEDI Gruppo Editoriale (sede nazionale)
- Mediaset, che ha sede a Cologno Monzese (sede nazionale)
- Paramount Global Italia (sede nazionale)
- QVC (sede nazionale)
- Sky Italia (quartier generale nazionale e del Sud Europa nel quartiere Santa Giulia)
- Sportitalia (sede nazionale)
- Warner Bros. Discovery Italia (sede nazionale)
- LA7 (sede di Milano)
- Rai (Centro di produzione TV di Corso Sempione, 27 con annessa la sede regionale della Lombardia e gli East End Studios in Via Mecenate, 76)

#### A diffusione locale
- Antennatre, nata a Legnano (Lombardia, Canton Ticino, Novarese, Piacentino)
- Telecity Lombardia, che ha sede ad Assago (Lombardia)
- Telelombardia (Lombardia, Piemonte Orientale, Veneto occidentale, Piacentino, Canton Ticino)
- Telenova (area metropolitana di Milano, Canton Ticino, Novarese, Piacentino)
- TelePadania, che ha sede ad Assago, nata a Campione d'Italia (Lombardia e Canton Ticino)
- Telereporter, che ha sede ad Assago, in precedenza a Rho (Lombardia e Canton Ticino)
- Inter Channel (sede syndication)
- Top Calcio 24 (Lombardia e Piemonte)
- Milanow (Lombardia)

#### Esistenti in passato
- All Music (sede nazionale)
- ClassTV (sede nazionale)
- Mediolanum Channel (sede nazionale)
- Fastweb TV (sede nazionale)
- Rete A (sede syndication)
- Euro TV (sede syndication)
- Italia 7 (sede syndication)
- 7 Gold (sede syndication[2])
- Odeon 24 (sede syndication[3])
- TMC (sede di Milano)
- TELE+ (sede di Milano)
- Stream TV (sede di Milano)
- Sei Milano
- Canale 6 (area metropolitana di Milano)
- Lombardia Channel (Lombardia)
- Milano 2015 TV (area metropolitana di Milano)
- Italia 8 Lombardia (Lombardia)
- Telestar Lombardia (Lombardia)
- Più Blu Lombardia (Lombardia e Canton Ticino)

### Radio

#### A diffusione nazionale
- Radio 24 (sede nazionale)
- Radio 105 (sede nazionale)
- Radio Capital (sede nazionale)
- Radio Deejay (sede nazionale)
- Radio Italia, che ha sede a Cologno Monzese (sede nazionale)
- Radio Monte Carlo (sede nazionale)
- R101 (sede nazionale)
- RTL 102.5, che ha sede a Cologno Monzese (sede nazionale)
- Virgin Radio Italia (sede nazionale)
- RDS (sede di Milano)
- Radio Kiss Kiss (sede di Milano)
- Rai Radio (sede di Milano)
- Radio LatteMiele (sede syndication)
- Radio m2o (sede syndication)
- Radio Popolare (sede syndication)
- In Blu Radio (sede syndication)

#### A diffusione locale
- Radio Lombardia
- Radio Padania Libera
- Radio Millennium
- Discoradio
- Kristall Radio
- Radio Reporter, che ha sede a Rho

#### Esistenti in passato
- Europa Radio (1976-1998) (riaperta nel 2009 come web radio)[4][5]